# ینگن
ینگن (به آلمانی: Jengen) یک شهر در آلمان است که در استالگوی واقع شده‌است.